# Juan Román Orts

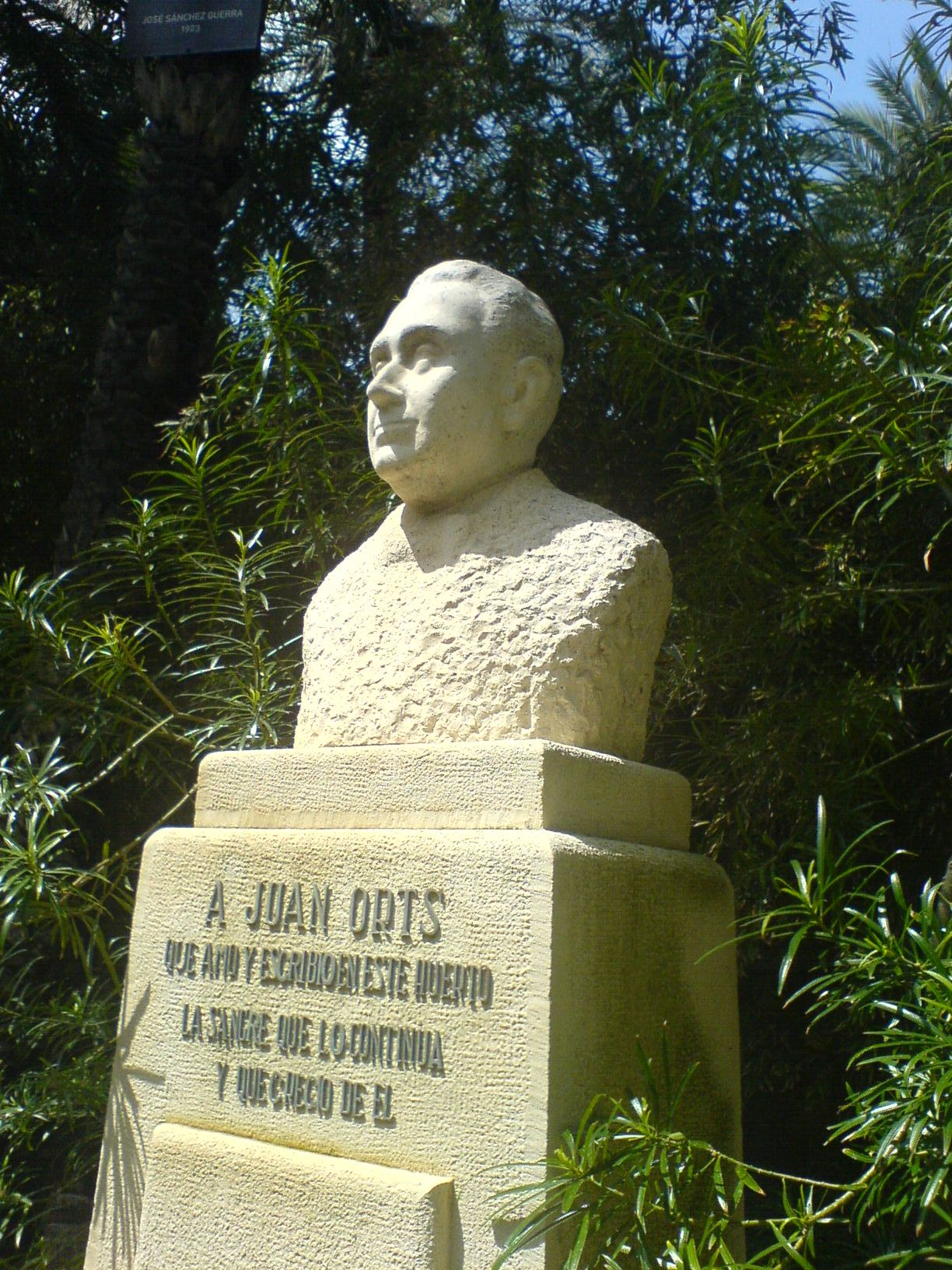
Juan Román Orts – popiersie w Huerto del Cura

Juan Román Orts (ur. 22 września 1898 w Elche, zm. 18 czerwca 1958 w Orihueli) – humanista, uczony i pisarz hiszpański.
Orts urodził się w bogatej rodzinie z Elche. Ukończył prawo na Uniwersytecie w Madrycie. Później rozwijał swoją karierę w rodzinnym Elche i w Orihueli. Jego pasją były nauki humanistyczne. Zaczął pisać opowiadania i współpracować w tym zakresie z prasą. Pozostawał pod wpływem innego znanego pisarza hiszpańskiego z tego regionu – Gabriela Miró. Został powołany na stanowisko kronikarza miasta Elche. W uznaniu jego wysiłki na rzecz krzewienia kultury w mieście, został zaproszony do pracy na Akademii Sztuk Pięknych San Fernando oraz otrzymał Wyróżnienie za Zasługi. Pochowany został w Huerto del Cura – jednym z ogrodów w Elche, składających się na El Palmeral – teren porośnięty lasem palmowym, wpisany na listę światowego dziedzictwa UNESCO.
W swojej pracy głęboko nawiązywał do historii i tradycji Elche, przede wszystkim Tajemnicy Elche (Misteri d'Elx) – średniowiecznego dramatu liturgicznego. Oprócz działalności literackiej poświęcił się także pracom nad przebudową Huerto del Cura, w którym postawił własny dom i gdzie gościł wiele znaczących osobistości swoich czasów.